# Odan-Urr
Odan-Urr es un personaje del universo ficticio de Star Wars, formando parte del llamado universo expandido. Fue un jedi conocido por sus amplios conocimientos y su sabiduría.

## Historia
Este jedi fue aprendiz del maestro Ooroo, 5000 años antes de la batalla de Yavin. Desde el principio de sus estudios, Odan-Urr demostró una gran capacidad en la Fuerza, pero aquello en lo que más destacaba era su gran conocimiento de la historia jedi y sith. En la gran Praxeum del maestro Ooroo, paso años estudiando libros y pergaminos. Odan-urr también era un gran experto con el sable láser.
Su maestro, Ooroo, preocupado porque su aprendiz pasaba más tiempo estudiando la Fuerza que usándola, que decidió mandarlo al sistema Koros, donde tendría que ayudar a la emperatriz Teta a unificar los siete sistemas de Koros. Una vez llegó, conoció a otro jedi llamado Memit Nadill. Odan-Urr tenía conocimientos muy superiores a los de él, pero aún era joven e inexperto en el campo de batalla. Utilizó la batalla de meditación jedi, la cual enseñó a su nuevo compañero, y ganaron la lucha.
Odan-Urr fue el primero que supo de la existencia de los sith en los lejanos mundos de Korriban mediante una visión de la Fuerza. Se dirigió a Coruscant a informar al Senado Galáctico, pero éste no le creyó en un principio debido a su poca experiencia. Regresó a Koros, y cuando los sith, de la mano de Naga Sadow atacaron la República, Odann-Urr, junto con todos los demás jedis, luchó contra estos logrando su extinción, aunque Naga Sadow consiguió escapar a la quinta luna del planeta Yavin en secreto.
Odann-Urr adquirió un artefacto en la gran guerra hiperespacial, el único holocrón sith que se conoce. Al finalizar la guerra, decidió fundar una biblioteca jedi en el planeta Ossus, donde entrenó a muchos jedi con los años. Recibió el nombre de jedi orador debido a sus grandes conocimientos y a su sabiduría.
Tras muchos años, Odann-Urr llegó a la vejez, en la misma época de la caída al Lado Oscuro de dos grandes jedi: Ulic Qel-droma y Exar Kun.
Odann-Urr se encontraba en su habitación enseñando a la jedi Nomi Sunrider una técnica mediante la cual podría bloquear la percepción de la Fuerza a cualquier jedi o sith, la técnica más poderosa que un jedi podría dominar, pero también la más peligrosa. Cuando Nomi abandonó a su maestro, Exar Kun atacó a éste por sorpresa, el cual, debido a su vejez no puso ser rival para el jedi caído, uniéndose a la Fuerza.
- Datos: Q3880790